# FK Dukla Banská Bystrica

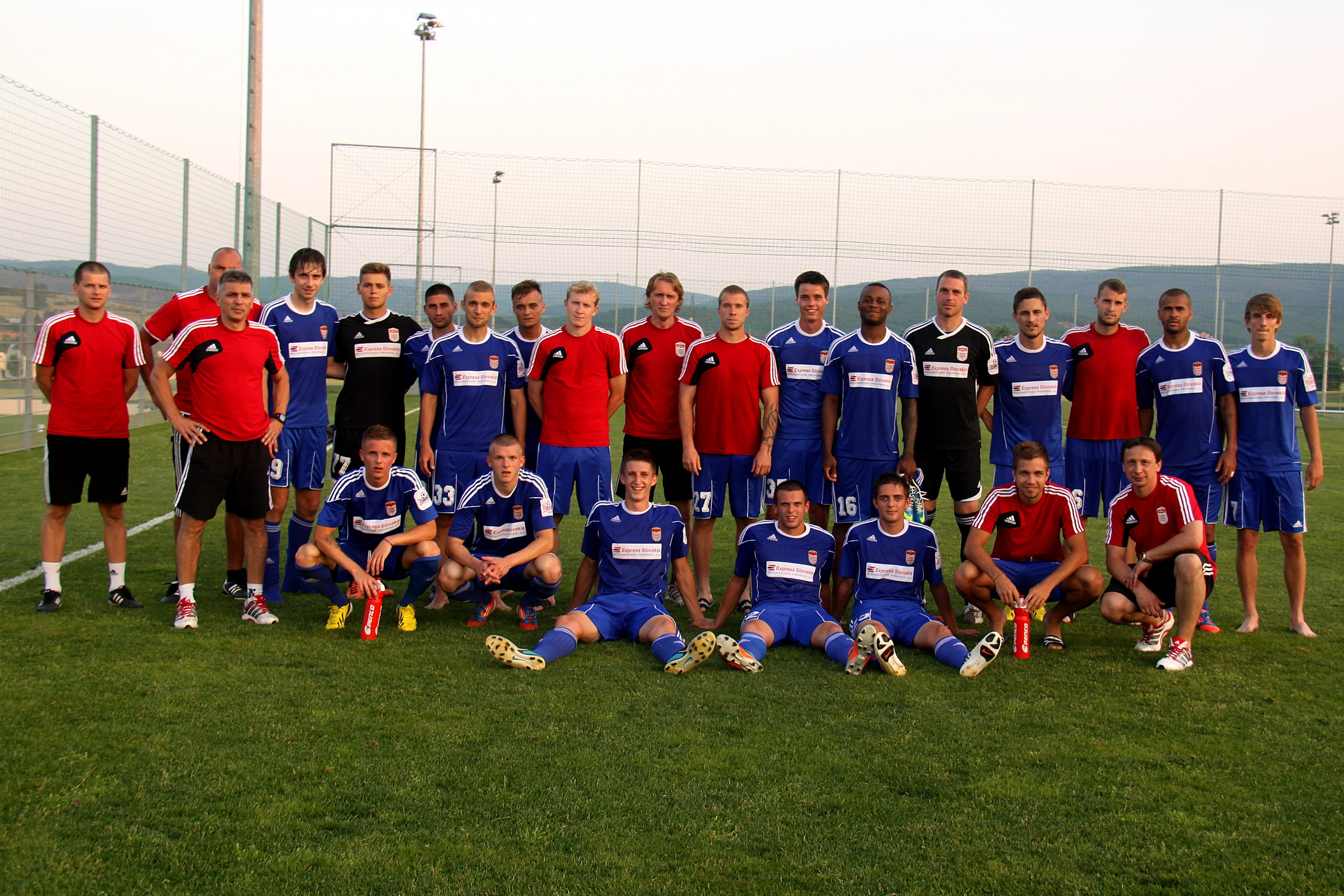
FK Dukla Banská Bystrica (2013)

Az FK Dukla Banská Bystrica egy szlovák labdarúgócsapat, melynek székhelye Besztercebánya. A klubot 1965. július 1-jén alapították, VTJ Dukla Banská Bystrica néven. Az eddigi legnagyobb sikere, egy Szlovák Kupagyőzelem 2005-ből. Ezenkívül még kétszeres szlovák bajnoki bronzérmesnek vallhatja magát a klub. A csapat színei a piros-fehér.

## Története

### Csehszlovák bajnokságban
A klubot 1965 júliusában alapították, és 1968-ban már a csehszlovák első osztályban szerepelt. Az első szezonjukban tizenharmadikként végeztek, ezzel kiestek a második vonalba. Majdnem tíz év telt el, az újabb feljutásig. Ez végül 1977-ben történt meg. Visszatérésük után újból tizenharmadikok lettek, ám ezúttal ez az eredmény nem okozott kiesést, a létszámnövelés miatt. A csapat 1982-ben esett ki újra, immár harmadszorra, de egy szezon után vissza is tértek a legjobbak közé. Ráadásul negyedikként zártak, ami az addigi legjobb helyezése volt a klubnak. Az elkövetkezendő években rendre a középmezőnyt erősítették, egészen 1992-ig amikor is búcsúztak az első osztálytól. Ez volt a csehszlovák bajnokság utolsó előtti szezonja, hiszen 1993-ban különvált, cseh, és szlovák bajnokságra.

### Szlovák bajnokságban
Az 1993/94-es szezont már friss feljutóként, a szlovák bajnokságban kezdték. A rákövetkező bajnokságokban hullámzó teljesítményt nyújtottak, voltak negyedikek, de tizenharmadikok is. 1999-ben kupadöntőbe jutottak, de elvesztették azt, a Slovan Bratislavával szemben. 2000-ben a csapat, utolsó előtti helyen végezve, kiesett. Végül a 2003/04-es szezonra sikerült a visszajutás. Ebben az évadban nagy meglepetést elérve, újoncként a második helyen végeztek. A következő bajnokságra is sikerült átmenteni a jó formájukat, hiszen bronzérmesként végeztek. Emellett viszont megnyerték a Szlovák Kupát, az Artmedia Bratislava ellen, 2–1-re. A következő pár év sikerektől mentes volt, egészen 2009-ig, mert a 2009/10-es bajnokságot a harmadik, azaz bronzérmes pozícióban fejezték be.

## Névváltozások
- 1965–1967 A klub alapítása VTJ Dukla Banská Bystrica néven.
- 1967–1975 AS Dukla Banská Bystrica
- 1975–1992 ASVS Dukla Banská Bystrica
- 1992– FK Dukla Banská Bystrica

## Sikerek
Szlovák bajnokságban
- Ezüstérmes: 2003/04
- Bronzérmes: 2004/05, 2009/10

Csehszlovák Kupában
- Kupadöntős: 1981

Szlovák Kupában
- Kupagyőztes: 2005
- Kupadöntős: 1999

Szlovák Szuperkupában
- Döntős: 2005

## Nemzetközi kupaszereplések
| Szezon  | Bajnokság | Forduló         | Ország        | Csapat                   | Otthon | Idegenben | Össz. |
| ------- | --------- | --------------- | ------------- | ------------------------ | ------ | --------- | ----- |
| 1984–85 | UEFA-kupa | 1. forduló      | NSZK          | Borussia Mönchengladbach | 2–3    | 1–4       | 3–7   |
| 1999–00 | UEFA-kupa | 1. forduló      | Hollandia     | Ajax                     | 1–3    | 1–6       | 2–9   |
| 2004–05 | UEFA-kupa | 1. selejtezőkör | Azerbajdzsán  | Qarabağ                  | 3–0    | 1–0       | 4–0   |
|         |           | 2. selejtezőkör | Svájc         | FC Wil                   | 3–1    | 1–1       | 4–2   |
|         |           | 1. forduló      | Portugália    | Benfica                  | 0–3    | 0–2       | 0–5   |
| 2005–06 | UEFA-kupa | 2. selejtezőkör | Lengyelország | Dyskobolia Grodzisk      | 0–0    | 1–4       | 1–4   |

### Európa-liga
| Szezon  | Bajnokság   | Forduló         | Ország | Csapat     | Otthon | Idegenben | Össz. |
| ------- | ----------- | --------------- | ------ | ---------- | ------ | --------- | ----- |
| 2010–11 | Európa-liga | 2. selejtezőkör | Grúzia | Zesztaponi | 1–0    | 0–3       | 1–3   |